# Liste der Regimenter des niedersächsischen Reichskreises
Der niedersächsische Reichskreis bestand im Heiligen Römischen Reich im Wesentlichen aus den Teilfürstentümern des ehemaligen Herzogtum Braunschweig-Lüneburg, Mecklenburg-Schwerins, Holsteins und den Reichsstädten Hamburg, Bremen und Lübeck. Im Reichskreis waren auswärtige Territorien maßgeblich, die kein Interesse an einer starken Reichspolitik des Kreises hatten: Großbritannien („Kurhannover“), Preußen (Erzstift Magdeburg, Hochstift Halberstadt) Schweden (Erzstift Bremen), Dänemark (Holstein). Der Reichskreis hatte in seiner Geschichte nur eine äußerst eingeschränkte militärische Bedeutung. Vor allem in den Türkenkriegen und zuletzt im Reichskrieg gegen Frankreich 1674 stellte er eigene Kreistruppen auf. Im 18. Jahrhundert erfüllte vor allem das Kurfürstentum Braunschweig-Lüneburg mit Hausregimentern die Verpflichtungen.
„von 1555“ usw. Nummerierung nach Tessin | * Gründung | † Auflösung | > Verbleib | = Doppelfunktion als stehendes Regiment eines Reichsstandes

## Infanterieregimenter
- Niedersächsisches Kreis-Infanterieregiment von 1599/1 – Hohenlohe *1599†
- Niedersächsisches Kreis-Infanterieregiment von 1599/2 – Reydt *1599†
- Niedersächsisches Kreis-Infanterieregiment von 1621/4 – König von Dänemark *1621†
- Niedersächsisches Kreis-Infanterieregiment von 1621/5 – Wopersmow *1621†
- Niedersächsisches Kreis-Infanterieregiment von 1621/6 – Plate *1621†
- Niedersächsisches Kreis-Infanterieregiment von 1621/7 – Herzog Georg von Lüneburg *1621†
- Niedersächsisches Kreis-Infanterieregiment von 1623/2 – Herzog Georg von Lüneburg *1624†
- Niedersächsisches Kreis-Infanterieregiment von 1663/2 – Mücheln *1663 - 1664† > Allianz/Braunschweig
- Niedersächsisches Kreis-Infanterieregiment von 1664/2 – Ende *1664†
- Niedersächsisches Kreis-Infanterieregiment von 1674/2 – Rolshausen *1674 - 1675†

## Kavallerieregimenter
- Niedersächsisches Kreis-Kavallerieregiment von 1595 – Restorf *1595†
- Niedersächsisches Kreis-Kavallerieregiment von 1596 – Herzog Franz von Lüneburg *1596†
- Niedersächsisches Kreis-Kavallerieregiment von 1597 – Herzog August von Lüneburg *1597†
- Niedersächsisches Kreis-Kavallerieregiment von 1621/1 – König von Dänemark *1621†
- Niedersächsisches Kreis-Kavallerieregiment von 1621/2 – Wetbergen *1621†
- Niedersächsisches Kreis-Kavallerieregiment von 1621/3 – Weferling *1621†
- Niedersächsisches Kreis-Kavallerieregiment von 1663/1 – Rauchhaupt *1663 - 1664† > Allianz/Braunschweig
- Niedersächsisches Kreis-Kavallerieregiment von 1664/1 – Schack *1664†
- Niedersächsisches Kreis-Kavallerieregiment von 1674/1 – Vieregge *1674 - 1675†